# Celano Calcio
Il Celano F.C. Olimpia, comunemente nota come Celano, è stata una società calcistica italiana con sede a Celano, in provincia dell'Aquila.
Fondata nel 1974 come Celano Football Club Olimpia ha cambiato denominazione nel 2011 in Celano Football Club Marsica cessando la sua attività nel 2018.
La squadra ha conseguito come miglior risultato della sua storia la partecipazione a 10 campionati di Serie C2 e Lega Pro Seconda Divisione.

## Storia

### La fondazione

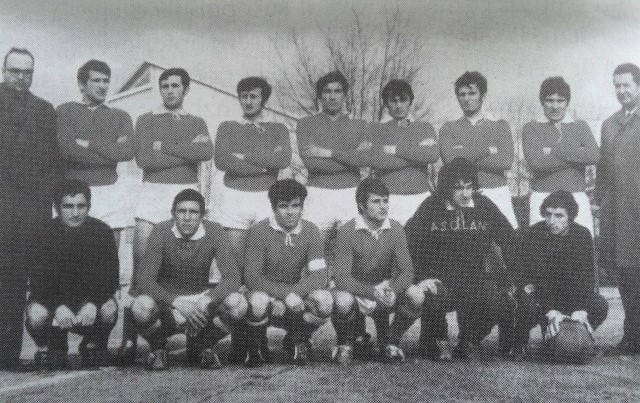
La Cliternum Celano 1969-1970.

Il Celano Olimpia venne fondato nel 1974 come società dilettantistica e nel 1978, partendo dalla Terza Categoria, divenne la prima squadra cittadina dopo la radiazione della precedente Cliternum (fondata nel 1918) da ogni campionato (primo caso in Italia), a seguito di una partita spareggio del campionato di Promozione per le intemperanze della tifoseria celanese.

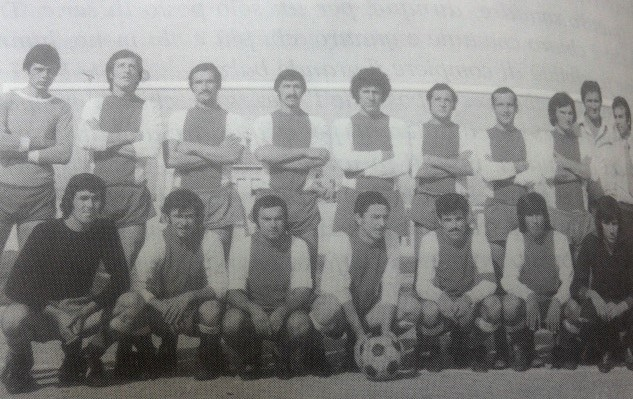
La Cliternum Celano 1973-1974.

### Dalla Terza Categoria alla Serie C2
Il club partì subito bene e, dopo soli 9 anni dal debutto in Terza Categoria, passando per Seconda e Prima Categoria, Campionato di Promozione e campionato Interregionale, raggiunse la Serie C2 nel 1987.

Il Celano Football Club Olimpia 1989-1990.

Dopo quattro anni dal debutto in C2, a fine campionato 1990-1991 retrocedette tornando nell'Interregionale. Dopo altri tre anni, a fine campionato 1993-1994, retrocedette di nuovo, nel campionato di Eccellenza abruzzese.

### I campionati dilettantistici
Dopo la retrocessione il Celano continuò ad avere il suo ruolo nel calcio dilettantistico, ingaggiando sfide con altre compagini abruzzesi, quali la Pro Vasto, Rosetana, Notaresco, Francavilla, Angizia Luco, e ancora i derby con l'Avezzano.
Per 9 anni il Celano militò stabilmente in Eccellenza, concludendo sempre ogni campionato nelle prime 5 posizioni e vincendo 3 volte la Coppa Italia di Eccellenza abruzzese: nelle stagioni 1995-1996, 1999-2000 e 2002-2003 , in quest'ultima stagione vinse anche il campionato, ottenendo la promozione in Serie D.

### Il ritorno in Serie C2
Dopo 3 anni di Serie D, a fine campionato 2005-2006, si qualificò ai play-off dopo essere arrivato 2º nel girone F. Ai play-off di girone elimina il Penne per 2-0 e il Tolentino per 1-0. Approda così alla fase finale. Viene inserita nel girone 1 con la Tritium (vincente play-off girone B) e Monterotondo (vincente play-off girone G). La prima partita viene giocata a Trezzo sull'Adda, ed il Celano vince per 2-1, mentre la seconda in casa con il Monterotondo finisce 1-1. Si qualifica così alle semifinali dei play-off dove incontra la Fortis Juventus, vincendo in casa per 1-0, e pareggiando fuori per 0-0. Approda così alla finale contro il Monopoli persa per 5-2. La sconfitta passa comunque in secondo piano: il Celano viene ammesso alla Serie C2 tramite ripescaggio, a causa dei fallimenti di squadre di livello maggiore.
Nella stagione 2006-2007 il Celano è inserito nel girone C conclude la fase regolare in zona play-out. Nonostante la rimonta nel girone di ritorno, i biancoazzurri per un solo punto mancano la salvezza diretta e sono costretti allo spareggio nel derby con la Pro Vasto, risoltosi in favore del Celano con un gol di Morgante allo scadere dell'incontro di ritorno.
Nella stagione 2007-2008 il Celano cambia filosofia di gioco: saluta il mister del ritorno in C2 Pino Petrelli e si affida a Giacomo Modica, allievo di Zdeněk Zeman. È un Celano che gioca un buon calcio, squadra giovane e tutta votata all'attacco. Nella fase regolare il Celano riesce a conquistare l'ultimo posto che vale i play-off. Al primo turno il Celano affronta il derby con la Valle del Giovenco, vince l'andata in casa 2-1 e pareggia 1-1 il ritorno nello stadio dei Marsi di Avezzano. Nella finale per la promozione in serie C1 avversari dei biancoazzurri sono i campani del Real Marcianise: andata 0-0 e ritorno 3-1 per la squadra di Marcianise che sale di categoria. Il club del presidente Ermanno Piccone in questa stagione ha sfiorato la serie C1 con una squadra composta da giocatori come Federico Dionisi, Daniel Ciofani, Francesco Marfia, Sebastian De Maio e Damiano Zanon.
Nella stagione 2008-2009 la compagine castellana ottiene un piazzamento nella parte medio-bassa della classifica, sfiorando gli spareggi retrocessione, a causa di un pessimo girone di ritorno. Nela stagione 2010-2011 il Celano disputa un campionato privo di mordente, salvandosi con 25 punti. Senza le penalizzazioni che hanno colpito Fano, Sangiovannese e Villacidrese, il Celano avrebbe dovuto giocarsi la salvezza con i play-out.

### La discesa nei dilettanti e il ritorno in Eccellenza
Per la stagione 2011-2012 cambia nome in Celano F.C. Marsica e viene inserito nel girone B di Lega Pro Seconda Divisione, si affida in panchina a mister Michele Facciolo che per quattro anni è stato il vice allenatore di Giacomo Modica. L'obiettivo della società rimane sempre lo stesso: mantenere la categoria e valorizzare i giovani. A seguito dei risultati non favorevoli nelle prime nove giornate (1 pareggio e 8 sconfitte), Facciolo rassegna le proprie dimissioni da allenatore della prima squadra. Il Celano richiama in panchina l'esperto Pino Petrelli, tecnico che nel giugno 2006 ottenne la promozione in serie C2. Petrelli ottiene subito la prima vittoria nel suo debutto, vincendo per 1-0 il derby contro L'Aquila allo stadio Piccone di Celano, ma viene esonerato dopo la quarta giornata di ritorno, quando la società richiama sulla panchina Michele Facciolo. Al termine del campionato il Celano retrocede in Serie D. Nel massimo torneo dilettantistico milita per tre anni prima di retrocedere nel torneo di Eccellenza. Al termine del massimo torneo regionale la squadra retrocede ancora. Si apre un nuovo ciclo societario con la presentazione della nuova società guidata dall'amministratore delegato Giuseppe Contestabile.
Dichiarando la sua inattività definitiva alla F.I.G.C. in data 5 luglio 2018 l'attività calcistica nella città di Celano viene continuata solo da club di categoria inferiore e di settore giovanile e scolastico.

## Colori e simboli

### Colori
I colori sociali sono il bianco e l'azzurro.
Divise
| Manica sinistra · Manica sinistra · Maglietta · Maglietta · Manica destra · Manica destra · Pantaloncini · Calzettoni |
| La divisa utilizzata dal Celano negli anni '80 e '90 circa                                                            |

| Manica sinistra · Maglietta · Maglietta · Manica destra · Pantaloncini · Calzettoni |
| La divisa utilizzata dal Celano dai primi anni 2000 circa fino al 2008              |

### Simboli ufficiali

#### Stemma
Sullo stemma del Celano sono presenti i classici colori bianchi e azzurri della squadra oltre che il Castello Piccolomini.

Stemma del Celano Marsica adottato fino al 2018.

## Strutture

### Stadio

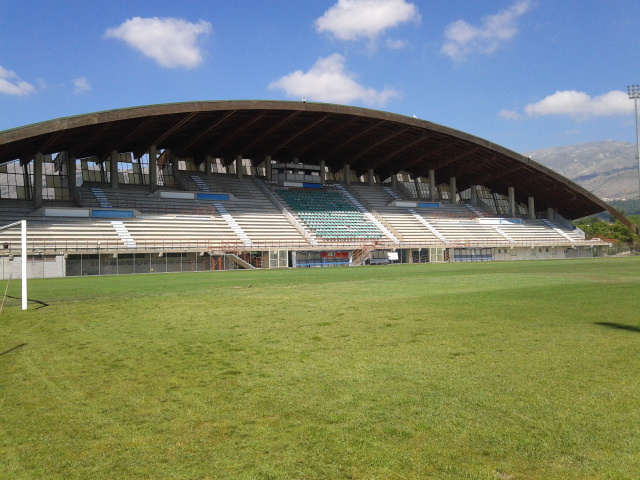
La tribuna principale del Piccone.

Il primo campo da gioco del Celano fu lo stadio Bonaldi.
Nel 1987 fu inaugurato il nuovo impianto comunale, dotato di circa 3 200 posti a sedere suddivisi in due tribune: una, coperta, principale e l'altra adibita a settore ospiti. Nel 2008 l'impianto venne intitolato a Fabio Piccone, dirigente del sodalizio e figlio dell'allora presidente del club deceduto prematuramente in un incidente stradale.

## Società

### Sponsor
| Cronologia degli sponsor ufficiali - anni '80-2013 Kromoss - 2013-2015 Modusjim - 2015-2016 Nessuno - 2016-2018 Elleci project - 2018- Azimut, Open | Cronologia degli sponsor tecnici - 1978-? ... - ?-2010 Umbro - 2010-2016 Givova - 2016-2018 Erreà |

## Allenatori e presidenti
| Allenatori - 1974-1976 ... - 1976-1977 Guido Attardi - 1977-1986 ... - 1986-1988 Francesco Andreetti - 1988-1990 Guido Attardi - 1990-1991 Giorgio Repetto Saul Malatrasi Giorgio Repetto - 1991-2006 ... - 2006-2007 Giuseppe Petrelli - 2007-2011 Giacomo Modica - 2011-2012 Michele Facciolo Attilio Tuzi Giuseppe Petrelli Michele Facciolo - 2012-2013 Angelo Pierleoni Luigi Morgante - 2013-2014 Luigi Morgante - 2014-2015 Pasquale Luiso Gianluca Colavitto - 2015-2016 Felice Fidanza Luigi Morgante - 2016-2017 Michele Scatena - 2017-2018 Loreto Ciaccia | Presidenti - ?-anni '90 Fernando Barigazzi - anni '90 Antonio Pacchiarotta - anni '90-2012 Ermanno Piccone - 2012-2014 Benito Marcanio - 2014-2015 Emilio Capaldi - 2016-2017 Giuseppe Contestabile - 2017-2018 Pasquale Chirico |

## Palmarès

### Competizioni interregionali
- Campionato Interregionale: 1

1986-1987 (girone G)

### Competizioni regionali
- Eccellenza: 1

2002-2003
- Promozione: 1

1985-1986 (girone A)
- Prima Categoria: 1

1980-1981
- Seconda Categoria: 1

1979-1980
- Coppa Italia Dilettanti Abruzzo: 3 (record a pari merito con L'Aquila 1927)

1995-1996, 1999-2000, 2002-2003

### Competizioni provinciali
- Terza Categoria: 1

1978-1979

### Altri piazzamenti
- Campionato Interregionale:

Secondo posto: 1991-1992 (girone G)
- Serie D:

Secondo posto: 2005-2006 (girone F)
Terzo posto: 2004-2005 (girone H)
- Eccellenza:

Secondo posto: 1995-1996, 1996-1997, 1998-1999, 1999-2000

## Statistiche e record

### Partecipazione ai campionati
Campionati nazionali
| Livello | Categoria                       | Partecipazioni | Debutto   | Ultima stagione | Totale |
| ------- | ------------------------------- | -------------- | --------- | --------------- | ------ |
| 4º      | Serie C2                        | 6              | 1987-1988 | 2007-2008       | 11     |
| 4º      | Lega Pro Seconda Divisione      | 4              | 2008-2009 | 2011-2012       | 11     |
| 4º      | Serie D                         | 1              | 2014-2015 | 2014-2015       | 11     |
| 5º      | Serie D                         | 5              | 2003-2004 | 2013-2014       | 9      |
| 5º      | Campionato Interregionale       | 2              | 1986-1987 | 1991-1992       | 9      |
| 5º      | Campionato Nazionale Dilettanti | 2              | 1992-1993 | 1993-1994       | 9      |

Campionati regionali
| Livello | Categoria         | Partecipazioni | Debutto   | Ultima stagione | Totale |
| ------- | ----------------- | -------------- | --------- | --------------- | ------ |
| I       | Eccellenza        | 11             | 1994-1995 | 2024-2025       | 14     |
| I       | Promozione        | 5              | 1981-1982 | 1985-1986       | 14     |
| II      | Promozione        | 6              | 2016-2017 | 2022-2023       | 4      |
| II      | Prima Categoria   | 1              | 1980-1981 | 1980-1981       | 4      |
| III     | Prima Categoria   | 1              | 2018-2019 | 2018-2019       | 2      |
| III     | Seconda Categoria | 1              | 1979-1980 | 1979-1980       | 2      |
| IV      | Terza Categoria   | 1              | 1978-1979 | 1978-1979       | 1      |

### Partecipazione alle coppe
| Competizione            | Partecipazioni | Debutto   | Ultima stagione | Totale |
| ----------------------- | -------------- | --------- | --------------- | ------ |
| Coppa Italia            | 1              | 2008-2009 | 2008-2009       | 1      |
| Coppa Italia Lega Pro   | 4              | 2008-2009 | 2011-2012       | 10     |
| Coppa Italia Serie C    | 6              | 1987-1988 | 2007-2008       | 10     |
| Coppa Italia Serie D    | 6              | 2003-2004 | 2014-2015       | 6      |
| Coppa Italia Dilettanti | 2              | 1999-2000 | 2002-2003       | 2      |

## Tifoseria

### Storia
Il gruppo ultras al seguito della squadra sono i Mads.

### Gemellaggi e rivalità
La tifoseria celanese ha uno storico gemellaggio con la tifoseria del Francavilla ed è rivale con quella dell'Avezzano.